# Eumeta layardi
Eumeta layardi är en fjärilsart som beskrevs av Moore 1855. Eumeta layardi ingår i släktet Eumeta och familjen säckspinnare. Inga underarter finns listade i Catalogue of Life.